# Editorial Tria Llibres
L'Editorial Tria Llibres és una editorial catalana, valenciana i mallorquina creada el 2009 a Barcelona, i amb seccions a València, Manacor i Nova York. És una de les primeres editorials del país i de l'estat basada íntegrament en la tecnologia d'impressió digital per encàrrec, un avenç tecnològic que ha revolucionat l'edició i la difusió de llibres.
Tria Llibres és el primer segell de l'Associació Cultural Editorial Tria, formada per un grup de professionals de l'edició i el disseny gràfic, la gestió cultural, el llenguatge, les humanitats, l'economia, les noves tecnologies de la informació i de la comunicació, el periodisme, i la ciència.

## Col·leccions i autors

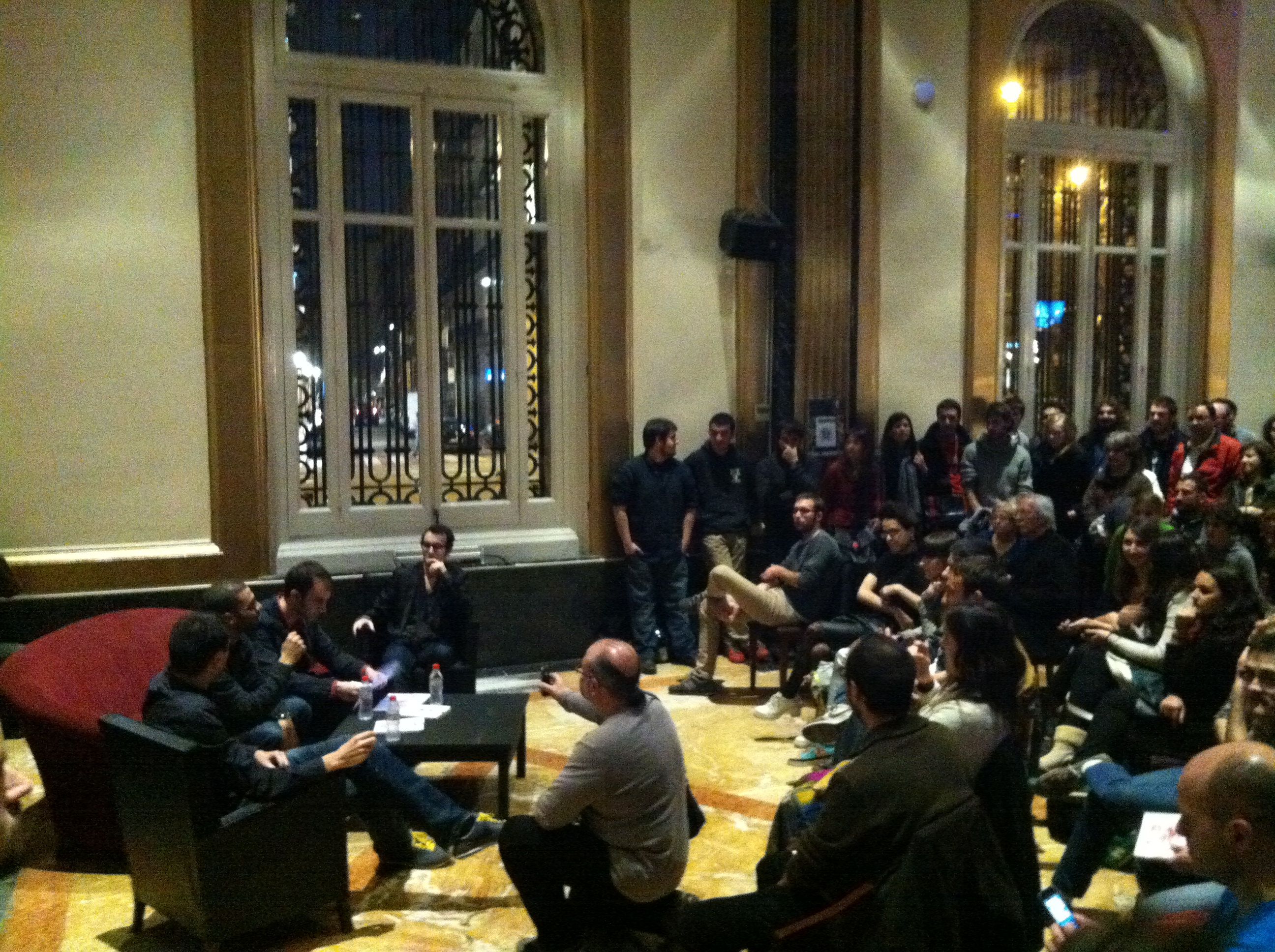
Presentació del llibre Hawaii Meteor de Jair Domínguez.

Tria Llibres publica les col·leccions Tria de Narrativa, Tria d'Assaig, Tria de Poesia i Tria de Teatre; i en el seu catàleg compta amb autors com el periodista i guionista Jair Domínguez, el lingüista Jesús Tuson, l'historiador i investigador Antoni Tugores, el professor de dret constitucional Hèctor López Bofill, els escriptors Santiago Forné, Carles Bellver, Pau Palacios, Jakob Gramss i Josep Lluís Roig, i els poetes Enric Casasses, Bernat Nadal, Jaume C. Pons Alorda, Pau Vadell, Joan Tomàs Martínez, Sílvie Rothkovic, Sairica Rose, Lluís Massanet i Sara Bailac.